# Chobits
《Chobits》（日語：ちょびっツ）是日本漫畫家團體CLAMP的日本漫畫作品，自2000年9月至2002年10月間於日本講談社《週刊Young Magazine》上進行連載。單行本全8冊。電視動畫版自2002年4月起至9月止於TBS播放，全27話。

## 名稱由來
Chobits的日文（Chobittsu）由平假名（chobit-）與片假名（tsu）組合而成。相似的寫法在第19集中出現，是秀樹設定絲茉茉密碼時使用的，讀音相同，而寫法由片假名（Ch-）和平假名（-obittsu）組合而成，原因是人形電腦的密碼必須由平片假名混合以增加安全。在漫畫最後，秀樹設定了小唧的密碼，除最後一個字是片假名外，其餘都是平假名，其實同樣讀音的密碼也用在重新啟動前的艾兒妲以及芙蕾雅身上。
除此之外，對於為何稱呼其為人形電腦而非機器人的原因在漫畫中最後也有解釋，是因爲日比谷千歲的丈夫「三原一郎」認為它們不應該受到機器人三定律的限制。
本作与《天使領域》存在人物相關。

## 劇情簡介
故事講述重考生本須和秀樹，身無分文隻身來到東京卻想擁有一部價格昂貴的人形電腦。於東京，人形電腦是非常普及的家電。他心想「如果可在垃圾堆中撿到一部就好了」，卻如他所願在東京的一晚撿到一部人形電腦。由於該電腦沒有裝上任何軟件， 故此只會以「唧（chi）」作應對，故他把該電腦命名為小唧，並與小唧朝夕相對。
當秀樹發現小唧擁有很高的學習能力，就常購買書給小唧。之後，秀樹又發現小唧有別於一般人形電腦，例如沒有裝上任何軟件卻會自行活動，可強行進入其他電腦而不被發現，更特別的是一般電腦的開關制都設於耳朵後，但小唧的卻在陰道內。
其後秀樹更發現公寓的管理員日比谷千歲原來是製造小唧的科學家之妻子（小唧的母親）。原來，小唧從前有個與她一模一樣的姐姐芙蕾亞，芙蕾亞卻愛上自己的父親而極其難過，最終系統負載過重「死了」（電腦系統損壞且難以維修）。臨死前，小唧硬把姐姐的記憶接收到自己身上。隨後小唧遭到重置失去了記憶。她在死之前說了「請把我放遠一點!」（後於垃圾堆處巧被秀樹所發現）。最後，秀樹與小唧互相相愛。

## 登場角色
本須和秀樹（配音：杉田智和）
身高185cm。9月3日出生。
本作品的主角。19歲，是一名大學考試落榜出身於北海道的重考生，在預備學校補習。曾在「奇洛兒」蛋糕店打工（動畫中無此設定），後到「樂意之至」居酒屋打工。他於租來的公寓內收藏了不少色情雜誌，不時會自言自語，卻是一個內心善良的青年，身邊的人常說他是一個好人。他初到城市時在一垃圾堆中發現小唧，並把她帶回公寓。老家在北海道經營牧場。
小唧（配音：田中理惠）
又譯小唧、小嘰、小芝，身高152cm。4月13日出生（製造日）。代號為Chobits 00。
秀樹撿到的人型電腦，因為一開始她只懂得「唧唧」地叫，所以秀樹為她取了這個名字。原名艾兒妲（エルダ，Elda，代號為00），是人形電腦發明者三原一郎的作品，以充作他與妻子日比谷千歲之次女。當秀樹重新開機時便忘記過去的機種。具有特別的能力：在漫畫中，若她不能找到「只屬於我的人」，她會將世上所有人形電腦的人類區分能力除去，所有的人形電腦將永遠不能分辨出誰是誰。在動畫中，若她找到了「只屬於我的人」，所有的人形電腦將會擁有「情緒」和「愛」的能力。因為三原一郎視世上所有的人形電腦為他的孩子。他的遺願是如果小唧找到了愛她的人，她就可以分享喜悅：所有的「孩子」將會擁有與人類相同的情緒與感覺。最後認定秀樹是「只屬於我的人」。
功能強大，能強行進入其他的電腦。
芙蕾亞（Freya，配音：田中理惠）
身高152cm。12月31日出生（製造日）。代號為Chobits 01。
小唧前世艾兒妲的姊姊，相貌和小唧基本上完全相同。由於日比谷千歲的不孕，三原一郎將芙蕾亞設計成日比谷千歲的大女兒。因為愛上了將自己製作出來的父親因而無法承受背叛自己同樣所深愛的母親的感覺，系統也因此不堪負荷。死（系統停止運作）後，芙蕾亞的記憶貯存在小唧內，並不時保護她和引導她尋找「只屬於我的人」。
新保弘（配音：關智一）
身高180cm。12月22日出生。
秀樹在補習班的朋友，動畫中同時也是秀樹公寓的鄰居。常幫忙秀樹解決人型電腦的問題。與補習班老師清水多香子相戀之後私奔並結婚。
絲茉茉（配音：熊井統子）
身高16cm。1月1日出生（製造日）。
新保的可攜式電腦（相當於筆記型電腦），其後讓了給秀樹（動漫畫結局仍回歸新保，特典特別篇卻待在秀樹身邊）。她被弘設定為既可愛卻又有點過度活躍。會帶主人做早操，一開始覺得秀樹很可怕。
清水多香子（配音：柚木涼香）
身高167cm。7月28日出生。
秀樹就讀的補習班老師。雖已婚但因為丈夫沉溺於和人型電腦相處而被冷落，因而變得無法信任人類的男性。但在新保弘鍥而不捨的追求下，最後與新保相戀並再婚。
原本要搬到新保住處的那天因為心生畏懼，因而跑到還是童貞的秀樹房間過夜，新保因此到處找人找到紅眼。
大村裕美（配音：豐口惠美）
身高150cm。5月20日出生。
在「樂意之至」居酒屋打工的身材姣好的高中生，稱呼秀樹為「前輩」，E罩杯。性格活潑開朗，但卻不喜歡人形電腦。原因是曾經在「奇洛兒」打工，並愛上了店長植田弘康，但因為知道了植田與人型電腦「裕美」結婚而離去，但因為秀樹和小唧的關係而復合。（在動畫和遊戲中，裕美是「樂意之至」老闆的女兒，在漫畫中卻沒有這樣的設定。）
國分寺稔（配音：桑島法子）
身高145cm。1月25日出生。
精於電腦的中學二年級生，家境富裕、有不少自製的人形電腦。經新保介紹幫助秀樹調查有關於小唧的身份，網名是M。個性冷靜，但對柚姬卻十分著緊。小時父母離異，原本有一個姊姊齋藤楓（出自《天使領域》）相當疼他，卻不幸早逝，因而參考姊姊創造了人型電腦柚姬作代替品，卻愛上了她。在和秀樹互動後，接受了自己喜歡柚姬的事實，並明白了「柚姬就是柚姬」的道理，不再將姊姊的資料輸入柚姬體內。
柚姬（配音：折笠富美子）
身高160cm。12月25日出生（製造日）。
稔所擁有的自製電腦中性能最高者。因是依照稔逝去的姐姐—齋藤楓（原名國分寺楓）當成模型而製作，所以言行舉止和喜好與姐姐一模一樣。她被設定為溫文儒雅。
日比谷千歲（配音：井上喜久子）
身高165cm。9月24日出生。
秀樹所居住的公寓的房東，十分照顧小唧。她其實是人形電腦發明者三原一郎（出自《天使領域》）的妻子，同時也是小唧從前的媽媽。設定小唧找到屬於她專屬的人時會逝去記憶。並喚醒芙蕾亞。
是繪本「空無一人的小鎮」的作者。
植田弘康（配音：上田祐司）
身高190cm。7月20日出生。
作品中唯一比秀樹高大的人，以前裕美打工的蛋糕店—奇洛兒—的老闆，小唧在這工作。曾與人型電腦結婚，經常面帶笑容，天生一副娃娃臉，但實際年齡是35歲（漫畫設定是39歲）。在與裕美懇談之後與其相戀。
小島良由起（配音：諏訪部順一）
身高180cm。6月18日出生。
琴子的擁有者，ID為天龍（蜻蜓，Dragonfly）。家中有以二十多台自製人形電腦製成的網格運算系統，對傳說中的電腦Chobits很有興趣，曾經誘拐小唧，秀樹對他相當反感。
琴子（配音：野上尤加奈）
身高16cm。3月3日出生（製造日）。
小島良由起的可攜式電腦，性格與絲茉茉相反，被設定為沉著和永不說謊。其後也落到秀樹手上。觀察力高，看見秀樹的電視下載原本要很久才完成下載的影片但卻一下子完成下載，便知道秀樹的宿舍不普通，裝有支援日比谷家地下室的大量電線，看見絲茉茉沒有來電顯示便知道小唧是故意讓秀樹和裕美等到她帶植田回來。
季馬（配音：千葉一伸）
身高190cm。8月15日出生（製造日）。
追捕小唧的二人組其中一人，具有全國人形電腦資料庫，為政府電腦。有高大男子的樣貌。
狄塔（配音：德光由禾）
身高150cm。8月15日出生（製造日）。
追捕小唧的二人組其中一人，被設定成在實體上和網際網路上保護季馬，可以逆向侵入季馬的電腦，為政府電腦。外型是嬌小的女孩子，但是很具侵略性。

## 出版書籍
| 冊數 | 講談社         | 講談社                                                  |
| 冊數 | 發售日期       | ISBN                                                    |
| ---- | -------------- | ------------------------------------------------------- |
| 1    | 2001年2月14日  | ISBN 978-4-06-336325-8（初回限定版） ISBN 4-06-334383-9 |
| 2    | 2001年6月27日  | ISBN 978-4-06-336329-6（初回限定版） ISBN 4-06-334427-4 |
| 3    | 2001年9月28日  | ISBN 978-4-06-336332-6（初回限定版） ISBN 4-06-334460-6 |
| 4    | 2001年12月26日 | ISBN 978-4-06-336344-9（初回限定版） ISBN 4-06-334483-5 |
| 5    | 2002年4月26日  | ISBN 978-4-06-362001-6（初回限定版） ISBN 4-06-334527-0 |
| 6    | 2002年7月26日  | ISBN 978-4-06-362014-6（初回限定版） ISBN 4-06-334590-4 |
| 7    | 2002年9月27日  | ISBN 978-4-06-362015-3（初回限定版） ISBN 4-06-334599-8 |
| 8    | 2002年11月29日 | ISBN 978-4-06-362019-1（初回限定版） ISBN 4-06-334632-3 |

### 相關書籍
- （明信片書）

2002年5月28日發售、ISBN 978-4-06-330167-0
- （導覽手冊）

2002年7月10日發售、ISBN 978-4-06-334589-6
- （All About Chobits）

2002年12月14日發售、ISBN 978-4-06-334668-8
2003年1月27日發售、ISBN 978-4-06-362023-8（初回限定版）/ ISBN 978-4-06-334670-1
2003年3月13日發售、ISBN 978-4-06-334669-5

## 電視動畫
2002年4月至同年9月間於日本TBS系列播放。全26話+1話。

### 製作人員
- 原作：CLAMP
- 企劃：關純二（講談社）、丸山正雄（MADHOUSE）
- 導演：淺香守生
- 人物設計、總作畫監督：阿部恆
- 美術監督：柴田千佳子
- 色彩設計：角本百合子
- 攝影監督：葛山剛士、岸克芳
- 編輯：寺內聰
- 音樂：高浪敬太郎
- 音響監督：三間雅文
- 音響效果：小山健二
- 音樂製作：Victor Entertainment
- 音樂製作人：佐佐木史朗
- 動畫製作：MADHOUSE
- 製作：TBS、Chobits製作委員會（ちょびっツ製作委員会）

### 主題曲
片頭曲
- 〈Let Me Be With You〉
  - 作詞、作曲：北川勝利、編曲：ROUND TABLE、歌：ROUND TABLE featuring Nino

片尾曲
- 〈Raison d'être〉（第1話～第13話）
  - 作詞：ACKO、作曲、編曲：永井ルイ、歌：田中理惠
- （第14話～第25話）
  - 作詞：大川七瀬、作曲：新居昭乃、編曲：渡邊善太郎、歌：田中理惠
- （第26話）
  - 作詞、作曲、編曲：高波敬太郎、歌：杉田智和&田中理惠

插入曲
- 〈I hear you everywhere〉（第26話）
  - 編曲：F.T.C.C.、歌：田中理惠

### 各話列表
| 话数 | 日文标题 | 中文标题                      | 编剧       | 分镜       | 导演              | 作监              | 构图作監   |
| ---- | -------- | ----------------------------- | ---------- | ---------- | ----------------- | ----------------- | ---------- |
| 1    |          | 唧！甦醒                      | 大川七瀬   | 浅香守生   | 浅香守生          | 阿部恒            | -          |
| 2    |          | 唧！出門                      | 金子弦二郎 | 小島正幸   | 長井龍幸          | 阿部純子          | -          |
| 3    |          | 唧！記得了                    | 大久保智康 | 八貝賢一   | 鎌仲史陽          | 濱田邦彦 柳瀬雄之 | -          |
| 4    |          | 唧！買東西                    | 玉井☆豪    | 坂田純一   | 鈴木薫            | 内田孝            | -          |
| 5    |          | 唧！找到了                    | 大久保智康 | 島崎奈奈子 | 島崎奈奈子        | 藤田しげる        | -          |
| 6    |          | 唧！虛弱了                    | 植竹須美男 | 原博       | 宮田亮            | 田中将賀          | -          |
| 7    |          | 唧！工作                      | 花田十輝   | 佐山聖子   | 小林智樹          | 田中雄一          | -          |
| 8    |          | 唧！困惑                      | 堀井明子   | 片渕須直   | 井上英紀          | 桜井邦彦          | -          |
| 9    |          | 新保 絲茉茉 談論              | 花田十輝   | -          | 田中洋之          | 阿部恒            | -          |
| 10   |          | 唧！購物                      | 大久保智康 | 青山弘     | 渕上真            | 村上元一          | 藤田しげる |
| 11   |          | 唧！相遇                      | 花田十輝   | 島津奔     | 橋本光夫          | 南伸一郎          | 濱田邦彦   |
| 12   |          | 唧！確認                      | 植竹須美男 | 佐山聖子   | 鈴木薫            | 藤田まり子        | -          |
| 13   |          | 唧！遊戲                      | 玉井☆豪    | 坂田純一   | 宮田亮            | 田中将賀          | 藤田しげる |
| 14   |          | 唧！去海邊                    | 堀井明子   | 島津奔     | 関田修            | 岩井優器          | 濱田邦彦   |
| 15   |          | 唧！招待                      | 花田十輝   | 長井龍幸   | 太田雅彦          | 北尾勝            | -          |
| 16   |          | 唧！什麼都不做                | 植竹須美男 | 島崎奈奈子 | 島崎奈奈子        | 桜井邦彦          | -          |
| 17   |          | 唧！煮飯                      | 玉井☆豪    | 島津奔     | 木村寛            | 田中雄一          | 濱田邦彦   |
| 18   |          | 稔 柚姬 談論                  | 花田十輝   | -          | 田中洋之          | 阿部恒            | -          |
| 19   |          | 唧！幫忙                      | 堀井明子   | 渕上真     | 渕上真            | 田崎聡            | -          |
| 20   |          | 唧！不見了                    | 植竹須美男 | 原博       | 宮田亮            | 田中将賀          | 藤田しげる |
| 21   |          | 唧！等待                      | 花田十輝   | 島津奔     | 増原光幸          | 北尾勝            | -          |
| 22   |          | 唧！追求                      | 植竹須美男 | 坂田純一   | 太田雅彦          | 桜井邦彦          | -          |
| 23   |          | 唧！回答                      | 大久保智康 | 佐山聖子   | 小沢一浩 橋本光夫 | 齋藤雅和          | -          |
| 24   |          | 唧！更衣                      | 堀井明子   | 坂田純一   | 島崎奈奈子        | 田崎聡            | -          |
| 25   |          | 唧！決定                      | 花田十輝   | 井上英紀   | 宮田亮            | 田中将賀          | 濱田邦彦   |
| 26   |          | 唧！只屬於唧的人              | 玉井☆豪    | 浅香守生   | 浅香守生          | 阿部恒            | -          |
| 27   | [ 註 1 ] | 日比谷 琴子 談論              | 花田十輝   | -          | 田中洋之          | 阿部恒            | -          |
| 特典 | [ 註 2 ] | Chiibittsu 絲茉茉 琴子 送东西 | 花田十輝   | 浅香守生   | 浅香守生          | 阿部恒 濱田邦彦   | -          |

### 播放电视台
日本深夜動畫：下文記載的日本国内播放時間使用日本標準時間（UTC+9）表示。因為部分時間标识會採用30小时制，因此請留意这类超过24:00的时间，其實際播放時間為翌日清晨。
| 放送地域   | 放送局       | 放送期間                 | 放送日時             | 系列    | 備考              |
| ---------- | ------------ | ------------------------ | -------------------- | ------- | ----------------- |
| 關東廣域圈 | 東京放送     | 2002年4月2日 - 9月24日   | 星期二 26:20 - 26:50 | TBS系列 |                   |
| 北海道     | 北海道放送   | 2002年4月5日 - 9月27日   | 星期五 26:40 - 27:10 | TBS系列 |                   |
| 日本全域   | BS-i         | 2002年4月10日 - 10月2日  | 星期三 24:00 - 24:30 | TBS系列 |                   |
| 中京廣域圈 | 中部日本放送 | 2002年4月10日 - 10月2日  | 星期三 25:50 - 26:20 | TBS系列 |                   |
| 静岡县     | 静岡放送     | 2002年4月12日 - 10月4日  | 星期五 26:45 - 27:15 | TBS系列 |                   |
| 宮城县     | 東北放送     | 2002年4月18日 - 10月10日 | 星期四 25:50 - 26:20 | TBS系列 |                   |
| 近畿廣域圈 | 毎日放送     | 2002年4月27日 - 11月2日  | 星期六 25:55 - 26:25 | TBS系列 | Anime Shower第1部 |
| 日本全域   | TBS Channel  | 2003年6月3日 - 8月26日   | 星期二 27:00 - 28:00 | CS放送  |                   |

## 遊戲
- ちょびっツ for GAMEBOY ADVANCE アタシだけのヒト
  - 對應機種：GBA、發售日：2002年9月27日發售、發售商：Marvelous娛樂
- ちょびっツ 〜ちぃだけのヒト〜
  - 對應機種：PS2、發售日：2003年5月15日發售、發售商：Broccoli